# 育児コミック
育児コミック（いくじコミック）とは、日本における漫画のジャンルの一つ。育児に関する題材を扱い、子供を持つ女性を主な対象として想定したもの。主として妊婦、乳幼児を抱えた母親向けの育児雑誌に連載されて、限定された読者層を対象としたコミック。「育児漫画」ともいう。

## 概要
田島みるく「あたし天使あなた悪魔」（1992年）、青沼貴子「ママはぽよぽよザウルスがお好き」（1993年）、高橋陽子「陽子ママの子育てアタフタ日記」（1993年）といった、1990年代前半に婦人生活社の育児雑誌「プチ・タンファン」に連載された漫画が、このジャンル誕生の先駆けとされている。また、石坂啓の「赤ちゃんが来た」（1993年）は朝日新聞に連載され、育児コミックというジャンルを世間に大きく広めた。たかはまこ（夫は貞本義行）の「たたかえ!お母さん」（1997年）も、このジャンルのものとしてはよく知られている。育児についての助言や情報を含んだものもあり、図書館ではそのためのコーナーを設けていることもある。愛知県高浜市のかわら美術館では、2001年 12月6日-1月20日「たかはまこ&青沼貴子、マンガ原画展、たたかえっ!!おかあさん～子育てマンガで応援します、ママと子どものタ・ノ・シ・イ毎日～」と題して、育児コミックの展覧会が開催されたこともある。
作者は女性である場合が多く、自身の育児体験を漫画化するエッセイ漫画のスタイルが一般的。しかし中には、育児体験というテーマを核に据えたホームドラマとして完成させたもの（羅川真里茂「赤ちゃんと僕」など）や、SFやファンタジーの要素を導入したもの（川村美香「だぁ!だぁ!だぁ!」、田村隆平「べるぜバブ」など）といったフィクションもみられる。

## 代表的な育児漫画
- ママはぽよぽよザウルスがお好き（青沼貴子）
- B級ママでいこう!（たかはまこ）
- 赤ちゃんと僕（羅川真里茂）
- 赤ちゃんが来た（石坂啓）
- ベビーシッター・ギン（大和和紀）
- ママは小学4年生（中森衣都）
- ぽっかぽか（深見じゅん）
- 助産院へおいでよ（河崎芽衣）
- ミッドワイフストーリー（河崎芽衣）
- エンジェル日誌（ごとう和）
- 子供なんか大キライ!（井上きみどり）
- わたしがママよ（森本梢子）
- だぁ!だぁ!だぁ!（川村美香）
- おねいちゃんといっしょ（みなと鈴）
- 榎本俊二のカリスマ育児（榎本俊二、全部ホンネの笑える話、秋田書店）
- パパは鈍感さま~子育てよりダメ旦那育て!?（関根尚）
- ちび☆デビ!（篠塚ひろむ）
- べるぜバブ（田村隆平）

## 育児漫画家
主に育児雑誌などに作品が掲載されている漫画家。 
50音順 

### あ行
- 青沼貴子
- いくたまき
- いけのゑび子
- 内田春菊
- 宇都宮頼子
- 榎本俊二
- おおつじひよ子
- 岡崎あすか
- 小川原よいこ

### か行
- かわかみじゅんこ
- 現代洋子

### さ行
- 佐藤和代
- 桜沢エリカ
- さんりようこ
- しゅうこ
- 関根尚

### た行
- 高野優
- 高橋三千世
- 高橋陽子
- たかはまこ
- 田島みるく

### な行
- 浪花愛

### は行
- 堀内三佳
- ふくしまみつこ

### ま行
- まついなつき
- 万徳寺さゆり
- 松本ぷりっつ

### や行
- やぐちひでこ
- 山野一

### ら行
- ラズウェル細木

### A～Z
- MON